# Colonia Delicia

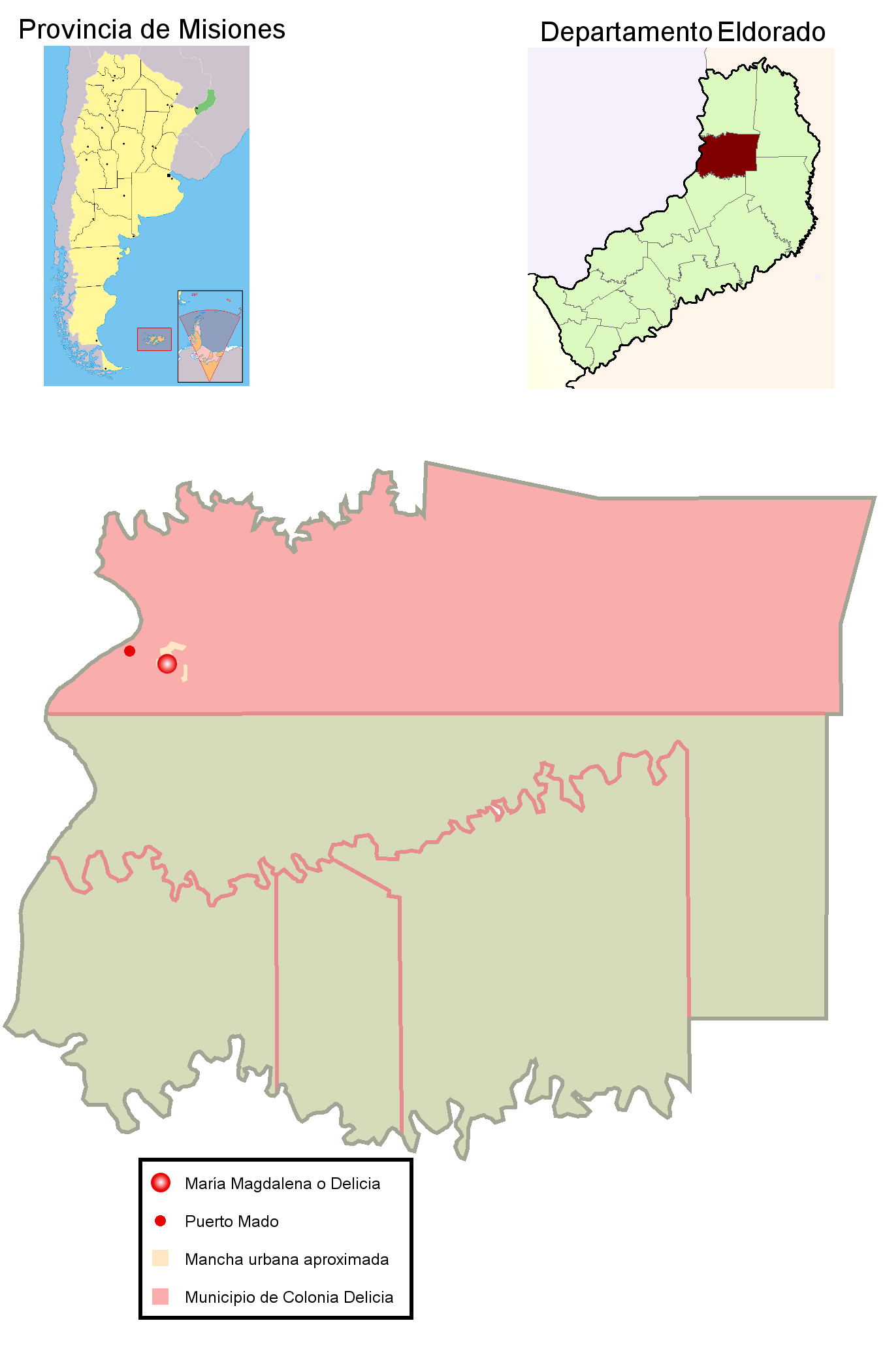
Área del municipio de Colonia Delicia en el departamento Eldorado; el punto grande es María Magdalena —sede del municipio— con su mancha urbana, el punto menor es la localidad de Puerto Mado.

Colonia Delicia —a veces también llamado—  Colonia María Magdalena es un municipio argentino de la provincia de Misiones, ubicado dentro del departamento de Eldorado. 
Se ubica a una latitud de 26° 11' Sur y a una longitud de 54° 35' Oeste.
El pueblo de Colonia Delicia o María Magdalena es un desprendimiento de un núcleo original instalado en el pueblo de Puerto Mado, el cual se formó a partir de una compañía colonizadora que adquirió 30 000 hectáreas de selva virgen en la zona. La colonia creció con la explotación forestal y un aserradero que industralizaba esta extracción. En 1980 se resuelve mudar la municipalidad a un sector ubicado a la vera de la ruta Nacional N.º 12, de más fácil acceso. El pueblo tuvo un crecimiento explosivo llegando a casi 2.000 habitantes 20 años más tarde, y relegando a la colonia original.

## Toponimia
Los tres nombres con que se conoce a este municipio y la localidad derivan de dos nombres de la compañía colonizadora que le dio origen. Cuando esta se instala en los años 1930 llevaba el nombre de Madereras Argentinas Delicia Obrajes, abreviado Mado SRL. En el año 1946 la misma cambia su razón social a María Magdalena S.A. Rural, Industrial y de Explotación de Tierras y Bosques.
En el acceso por la Ruta Nacional 12 se puede observar el cartel "M. de Delicia" como indicativo del poblado.

## Población
El municipio cuenta con una población de 5345 habitantes, según el censo del año 2001 (INDEC).

## Parroquias de la Iglesia católica en Colonia Delicia
| Diócesis  | Puerto Iguazú                         |
| --------- | ------------------------------------- |
| Parroquia | Santa María Magdalena y San Francisco |